# Sterrenkaart

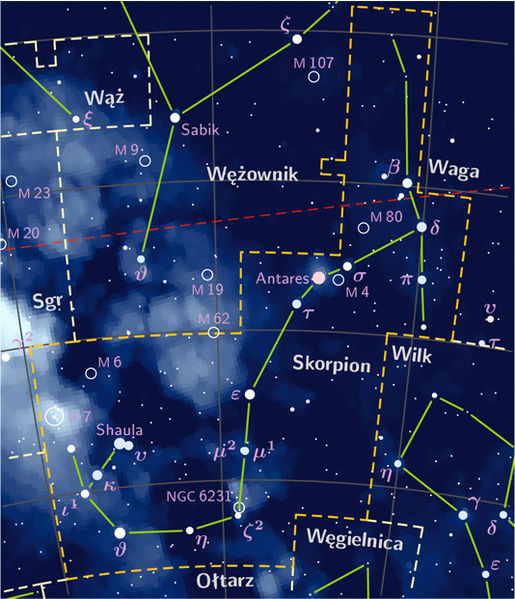
Sterrenkaart van sterrenbeeld Schorpioen

Een sterrenkaart is de weergave op een kaart van de sterren en sterrenbeelden aan de hemel.
Een sterrenatlas bestaat uit een aantal kaarten die samen de gehele sterrenhemel weergeven (een aantal oudere atlassen beperkt zich tot de noordelijke sterrenhemel). Er bestaan zowel losbladige als gebonden versies.

## Hedendaagse sterrenkaarten

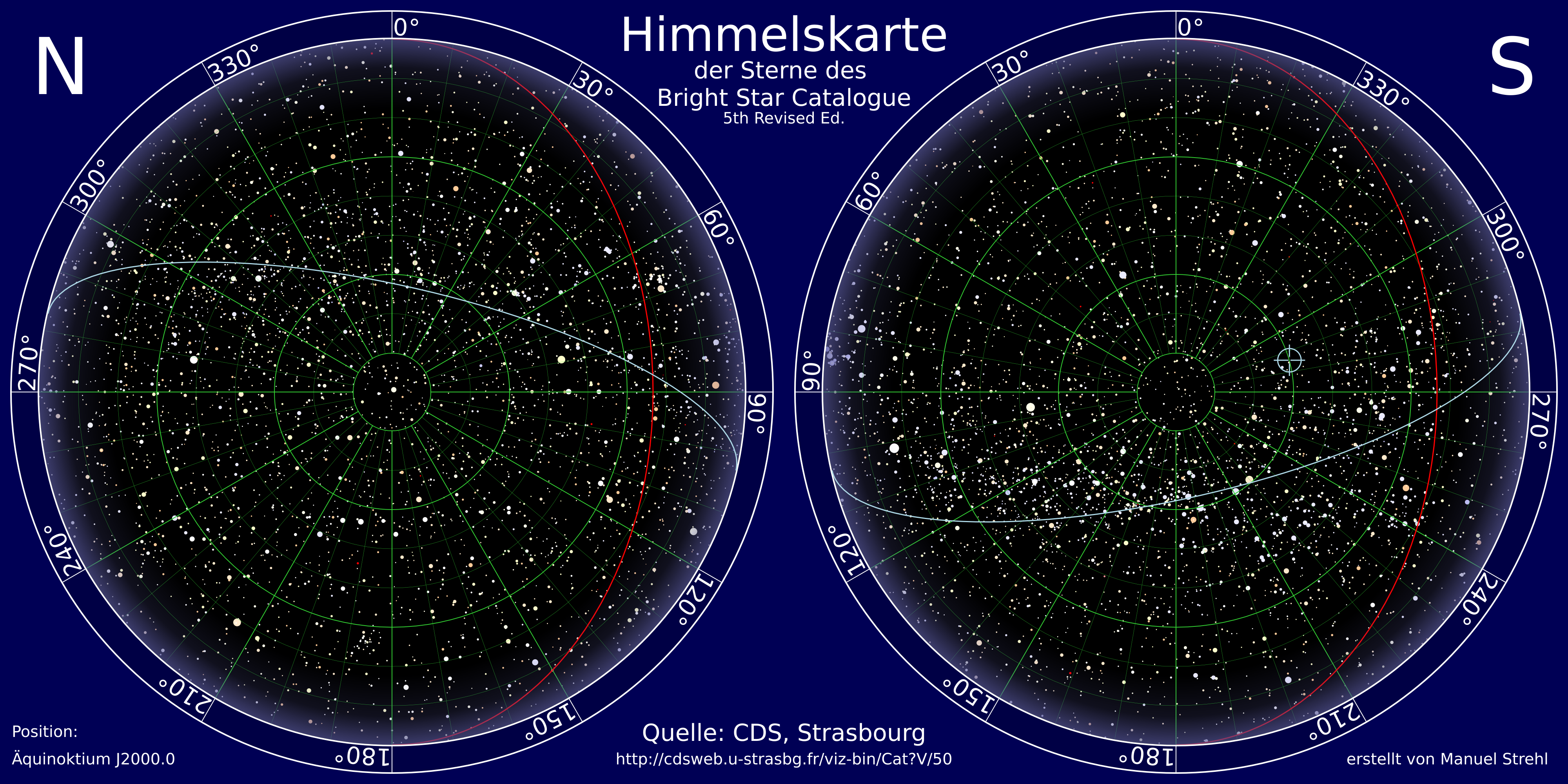
Kaart van de nachthemel: sterposities uit de Bright Stars Catalogue, 5e editie

Gedrukte kaarten worden tegenwoordig niet meer gebruikt door beroepsastronomen.
Voor amateurs en populair-wetenschappelijke publicaties (zoals de Sterrengids) zijn ze nog steeds wel belangrijk.
Gepubliceerd worden verder alleen nog ofwel de catalogi, ofwel fotografische kaarten die direct van telescoopopnamen worden gemaakt, zoals de Digitized Sky Survey.
Een bekende maker van sterrenkaarten is de Nederlander Wil Tirion.
De meeste mensen gebruiken nu bij voorkeur zogenaamde planetariumprogramma's op de computer, zoals Stellarium (open source-programma) en Cartes du Ciel (onder GPL-licentie). Die bevatten omvangrijke catalogi van sterren en andere objecten.

## Moderne steratlassen
- Antonín Bečvář's Atlas Coeli Skalnate Pleso, (Atlas of the Heavens) (Sterren tot magnitude 7,75) (epoche 1950.0)
- Norton's Star Atlas (Sterren tot magnitude 6.5)
- Wil Tirion's Cambridge Star Atlas (Sterren tot magnitude 6.5 - Epoche 2000.0)
- Wil Tirion's Sky Atlas 2000.0 - Second Edition (Sterren tot magnitude 8.5 - Epoche 2000.0)
- Tirion/Rappaport/Remaklus Uranometria 2000.0 - Second Edition (Sterren tot magnitude 9.7 - Epoche 2000.0)
- Sinnott/Perryman Millennium Star Atlas (zeer omvangrijk)

## Draaibare sterrenkaarten (planisferen)

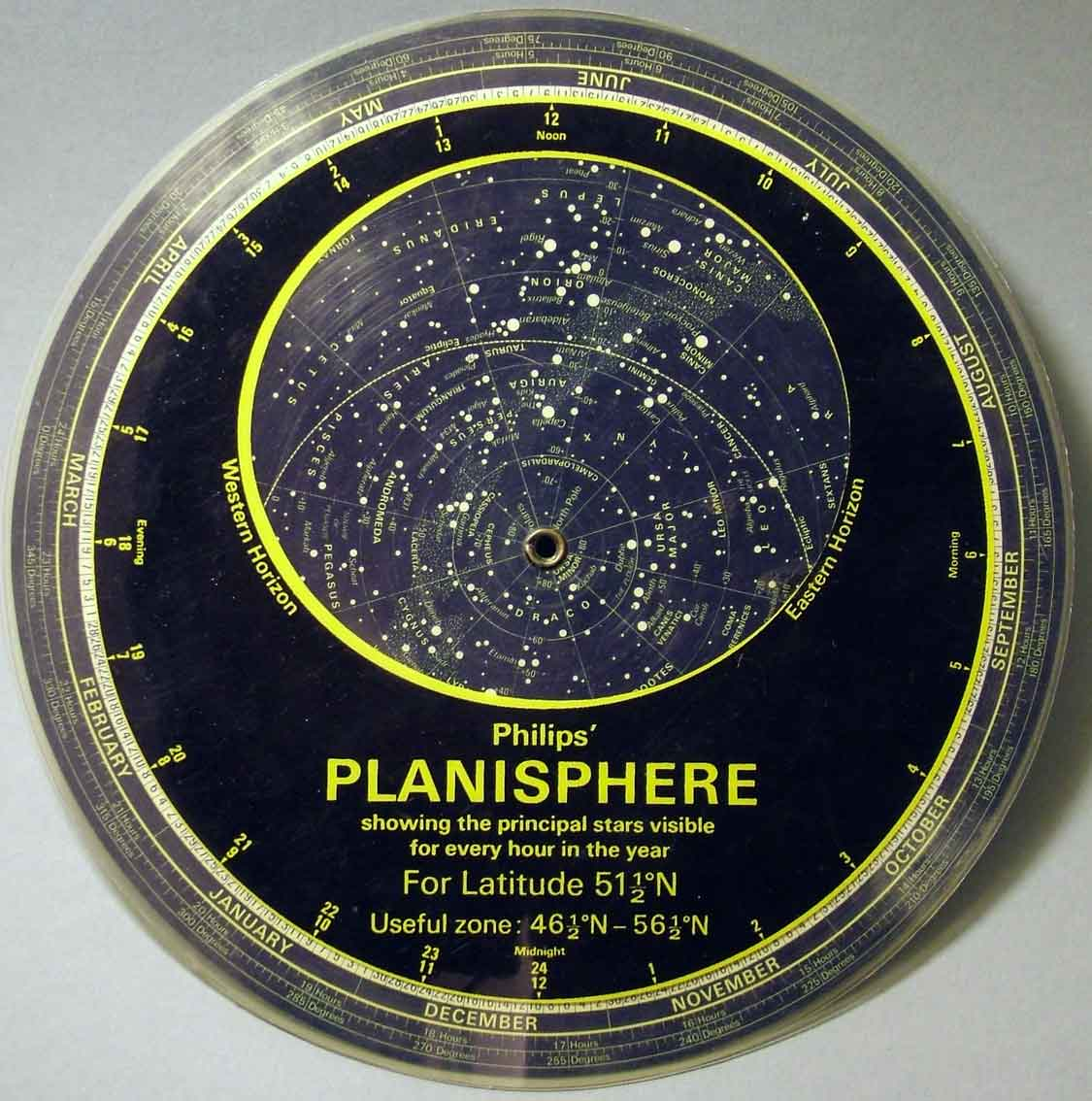
Draaibare sterrenkaart

Een planisfeer is een kaart waarin voor een bepaalde geografische breedte het op die breedte zichtbare deel van de hemel draaibaar is rond de noordelijke of zuidelijke hemelpool. Voorbeelden zijn:
- Drehbare Kosmos-Sternkarte - Hermann-Michael Hahn, Gerhard Weiland - Draaibare sterrenkaart met de helderste deep-sky-objecten
- Sterrenkaart (in Postscript) onder GPL-licentie

## Wat er op de kaarten staat
Afhankelijk van de schaal van de atlas en de keuze van de makers kunnen de volgende zaken op een kaart zijn ingetekend:
- een gradennet, vrijwel altijd voor equatoriale coördinaten (rechte klimming en declinatie). Daarbij is van belang voor welke epoche de coördinaten geldig zijn.
- de ecliptica - de baan van de zon langs de hemel
- sterrenbeelden: naam, grenzen, verbindingsstrepen tussen de helderste sterren
- sterren tot een bepaalde helderheid (de zogenaamde grensmagnitude van de kaart of atlas). De helderheid wordt aangeduid door de grootte van het stersymbool. Dubbelsterren en variabele sterren staan meestal als zodanig herkenbaar op de kaart.
- open sterrenhopen (de sterren daarvan die helderder zijn dan de grensmagnitude zijn vaak ook ingetekend)
- bolvormige sterrenhopen
- planetaire nevels
- de achtergrondhelderheid van de Melkweg
- heldere en donkere nevels
- sterrenstelsels
- bronnen van röntgen- en radiostraling
- quasars

Bij de objecten kan een aanduiding zijn vermeld zoals catalogusnummer, naam, Flamsteedgetal en dergelijke.
Aantal en keuze van de objecten is afhankelijk van de gebruikte catalogi.
Objecten die geen min of meer vaste positie hebben, zoals planeten, kometen, planetoïden worden uiteraard niet op de kaarten aangeduid.

## Vroege weergaven van de sterrenhemel
De oudste authentieke weergaven van volledige sterrenbeelden staan op oud-egyptische afbeeldingen in het graf van Senenmoet.
Op vroegere voorstellingen van de sterren, bijvoorbeeld de hemelschijf van Nebra, zijn de sterren (met uitzondering van een groep die waarschijnlijk de Plejaden voorstelt), door de tekenaar op schijnbaar willekeurige plaatsen neergezet.
Naast wandschilderingen zijn uit de klassieke wereld ook hemelglobes en planisferen (draaibare sterrenkaarten) bekend, die deels voor de sier waren, maar ook sterrenkundige doeleinden hebben gediend.
De ontwikkeling van de kaarten hield gelijke tred met de vervaardiging van sterrencatalogi.
Ptolemaeus beschrijft zowel de constructie van hemelglobes als die van planisferen.
Er zijn geen planisferen behouden gebleven, maar in de Karolingische afschriften van de beschrijving van sterrenbeelden door Aratus staan planisferen en afbeeldingen van individuele sterrenbeelden die vermoedelijk gekopieerd zijn uit documenten uit de klassieke oudheid.
Deze kaarten tonen echter alleen de sterrenbeelden, niet de individuele sterren.
Vanaf de negende eeuw komen er meer en meer weergaven van sterrenbeelden, vooral als onderdeel van afschriften van het Poeticon Astronomicon van Hyginus, dat de standaardbron uit de middeleeuwen werd voor de mythen van de sterrenbeelden.
Echter als de sterren er al in staan, is het op door de maker bedachte plaatsen die bij de onderhanden voorstellingen pasten.

## Historische sterrenkaarten

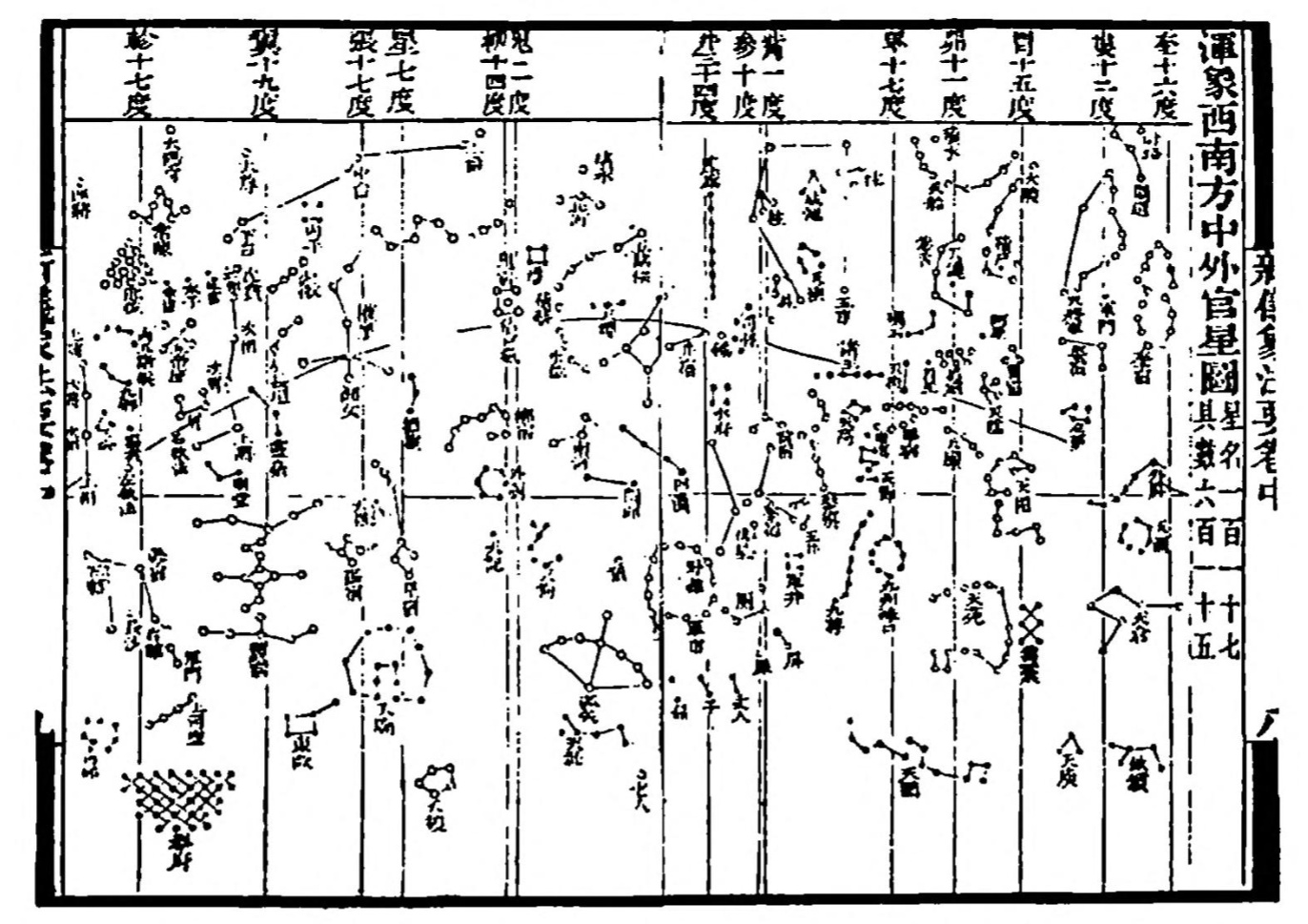
Oude chinese sterrenkaart van Su Song uit 1092

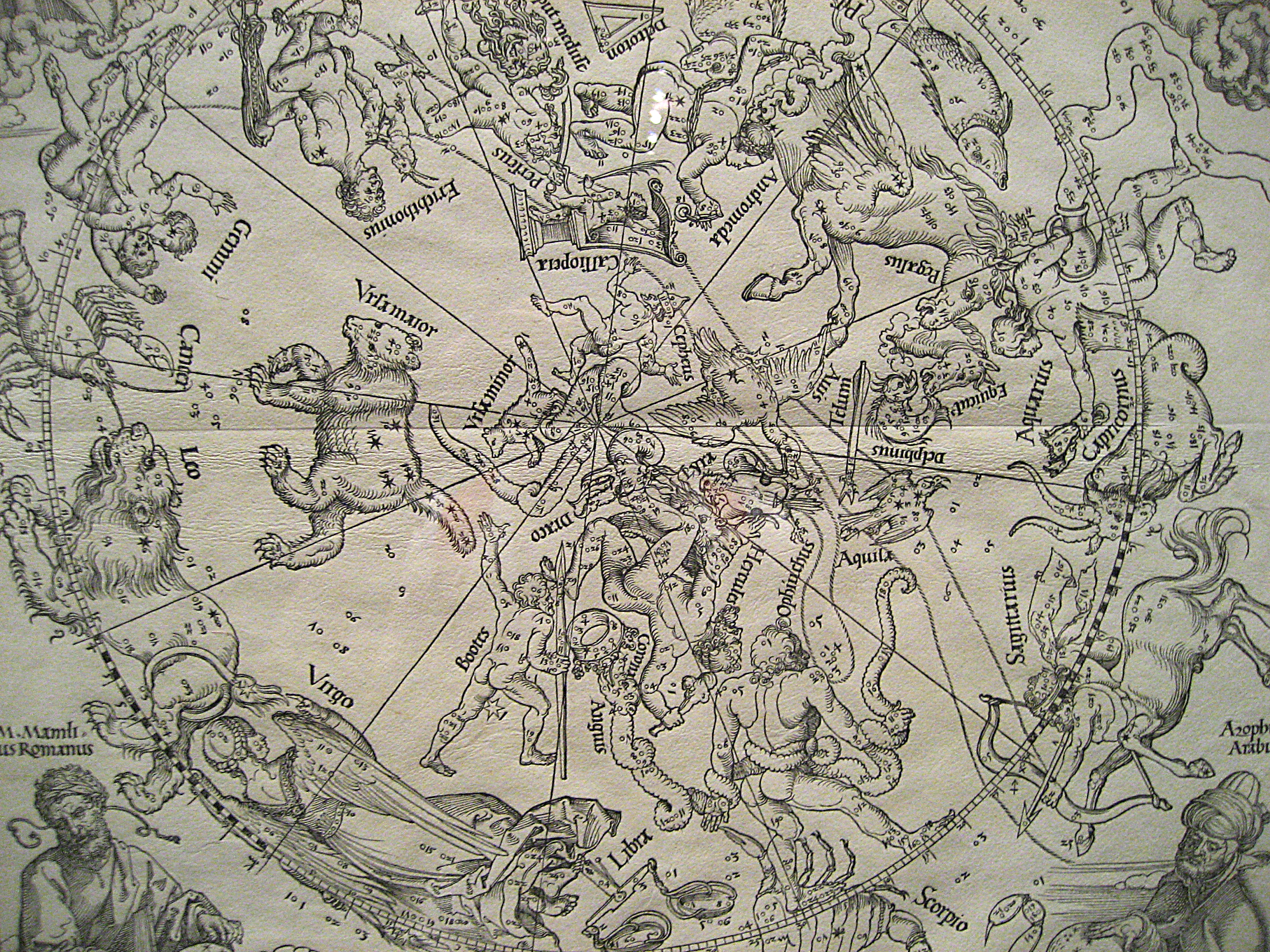
Sterrenkaart van de noordelijke sterrenhemel uit 1515

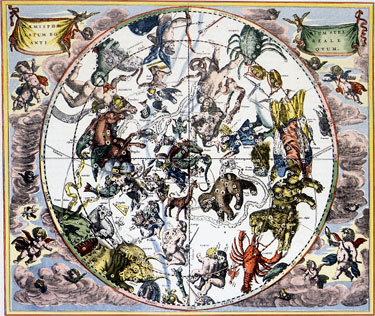
Sterrenkaart van Christoph Cellarius uit 1660

Gedurende lange tijd zagen vrijwel alleen kaarten van de individuele sterrenbeelden de openbaarheid.
De posities, als ze al niet uit de vrije hand waren getekend, waren meestal gebaseerd op verouderde Griekse gegevens van Ptolemaeus en Hipparchus (wiens stercatalogus in de loop van de vroege middeleeuwen in het Westen verloren is gegaan).
Weliswaar is de catalogus van Ptolemaeus in de Arabische wereld en in het Byzantijnse Rijk bewaard gebleven, maar pas door de metingen van astronomen als Tycho Brahe werden moderne sterposities beschikbaar, die al snel standaard werden.
Vanaf het midden van de zestiende eeuw werden ook weer planisferen gedrukt, die op twee kaarten (de noordelijke en de zuidelijke) de hele hemel toonden.
Het was gebruikelijk om de hemelequator als scheidslijn te gebruiken, maar de ecliptica werd ook wel gebruikt.
In 1535 verscheen in Keulen een uitgaven van Hyginus met sterren in min of meer correcte posities en met een coördinatennet er op.
In 1570 kwamen er, met het verschijnen van Alessandro Piccolomini's De le stelle fisse, sterrenkaarten beschikbaar die alleen sterren weergaven op min of meer juiste posities, en niet meer de figuratieve voorstelling van sterrenbeelden.
Johannes Bayer publiceerde uiteindelijk in 1603 de Uranometria, de eerste atlas met de gehele hemel in plaats van alleen een selectie van sterrenbeelden, en veel nauwkeuriger dan planisferen.
De sterposities in de Uranometria waren gebaseerd op de waarnemingen van Tycho Brahe, die beroemd was om de nauwkeurigheid daarvan.
De grootte van de kaarten was echter nog steeds toegesneden op de weergegeven sterrenbeelden, waardoor de schaal van de kaarten onderling verschillend was.
Als kunstzinnig meesterwerk onder de hemelatlassen wordt de Harmonia Macrocosmica van Andreas Cellarius uit 1661 beschouwd.
In wetenschappelijk en cartografisch opzicht bleef hij achter bij de Uranometria, maar hij geeft de astronomische kennis uit die tijd kleurrijk weer op onvergelijkelijke kopergravuren.
Zowel in wetenschappelijk als in kunstzinnig opzicht ontwikkelde de weergave van de hemel zich verder, tot in 1801 de Uranographia van J. E. Bode verscheen.
Deze atlas bestond uit 20 kaarten van 130 bij 70 cm en dat is tot op heden het grootste formaat.
De kopergravures zijn zeer gedetailleerd en tonen ca. 17.000 hemelobjecten.
Vanwege de veelheid aan gegevens zag men er meer en meer van af om de sterrenbeelden als figuren weer te geven; men beperkte zich tot verbindingslijnen tussen de belangrijkste sterren.
Zelfs die komt men tegenwoordig alleen nog in populair-wetenschappelijke publicaties tegen.

### Algemeen
- (en) Virtuele tentoonstelling van de Linda Hall Library
- (en) Links over historische sterrenkaarten

### Gedigitaliseerde kaarten (historisch)
- (de) De Mainzer Globus, ca. tweede eeuw
- (en) Collectie van de Linda Hall library, met bijvoorbeeld de Uranometria van Johannes Bayer, 1603 en de Atlas Celeste van Flamsteed/Fortin, 1776
- (en) Harmonia Macrocosmica van Andreas Cellarius, 1660 tot 1708
- (fr) Atlas Coelestis van Johann Gabriel Doppelmayr, 1742
- (de) Vorstellung der Gestirne van J.E. Bode, 1782
- (de) Himmelsatlas van Franz Niklaus König (1826)

### Gedigitaliseerde kaarten (modern)
- (en) Digitized sky survey, 1993 tot 1995
- (en) Sterrenatlas van Toshimi Taki, gebaseerd op online-catalogi